# Mahmud Begada
Pour l’article homonyme, voir Mahmoud, Mahmûd ou Mahmud.
 (juillet 2018).
Si vous disposez d'ouvrages ou d'articles de référence ou si vous connaissez des sites web de qualité traitant du thème abordé ici, merci de compléter l'article en donnant les références utiles à sa vérifiabilité et en les liant à la section « Notes et références ».
Mahmud Begada (né le 25 mai 1458 et mort en 1511) également connu sous le nom de Sultan Mahmud I est le petit-fils de Ahmed Shah du Gujarat, fondateur du royaume musulman Ahmadshahi  et de la ville d'Ahmedabad au Gujarat, en Inde. Il est donné comme très croyant. Il est connu pour ses conquêtes comme le plus fameux sultan du Gujarat, et gouverne 43 ans. Il se donne  lui-même les titres de Sultân al-Barr, Sultân al-Bahr, 'Sultan de la Terre, Sultan de la Mer'. Sa tombe se trouve dans le complexe architectural Sarkhej.

## Réalisations et conquêtes

### Le bâtisseur de Champaner
Une de ses premières conquêtes est la prise du Fort Pavagadh tenu par les Rajputs Chauhan de Khichi. Après un siège de 20 mois, le jeune sultan s'empare du fort le 21 novembre 1484. Il transfère la capitale à Champaner qu'il reconstruit complètement, la baptise Muhammadabad. La ville fut construite en 23 ans, pour tomber sous les attaques de l'empereur moghol Humayun en 1535.

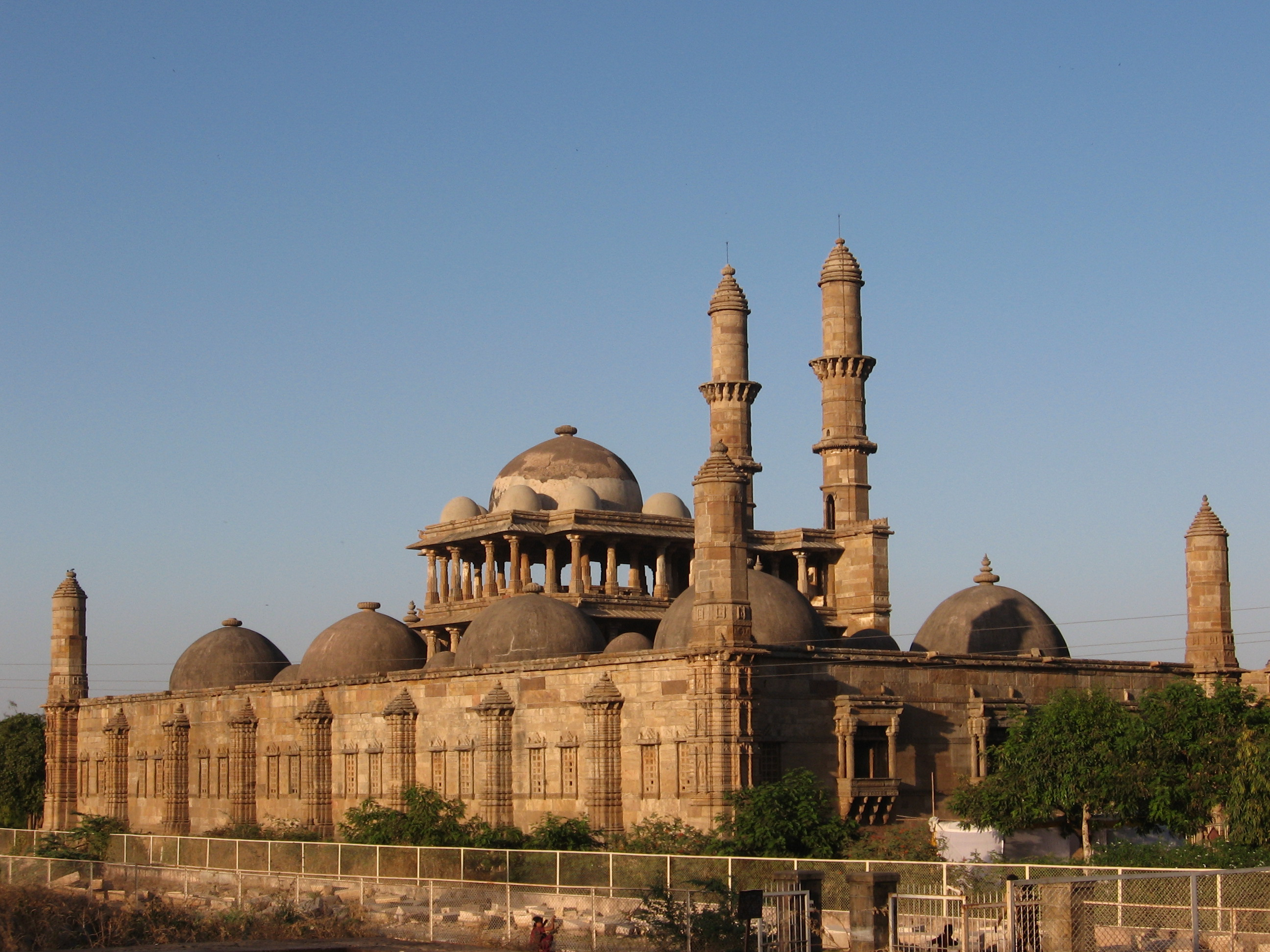
Grande mosquée (Jami masjid)

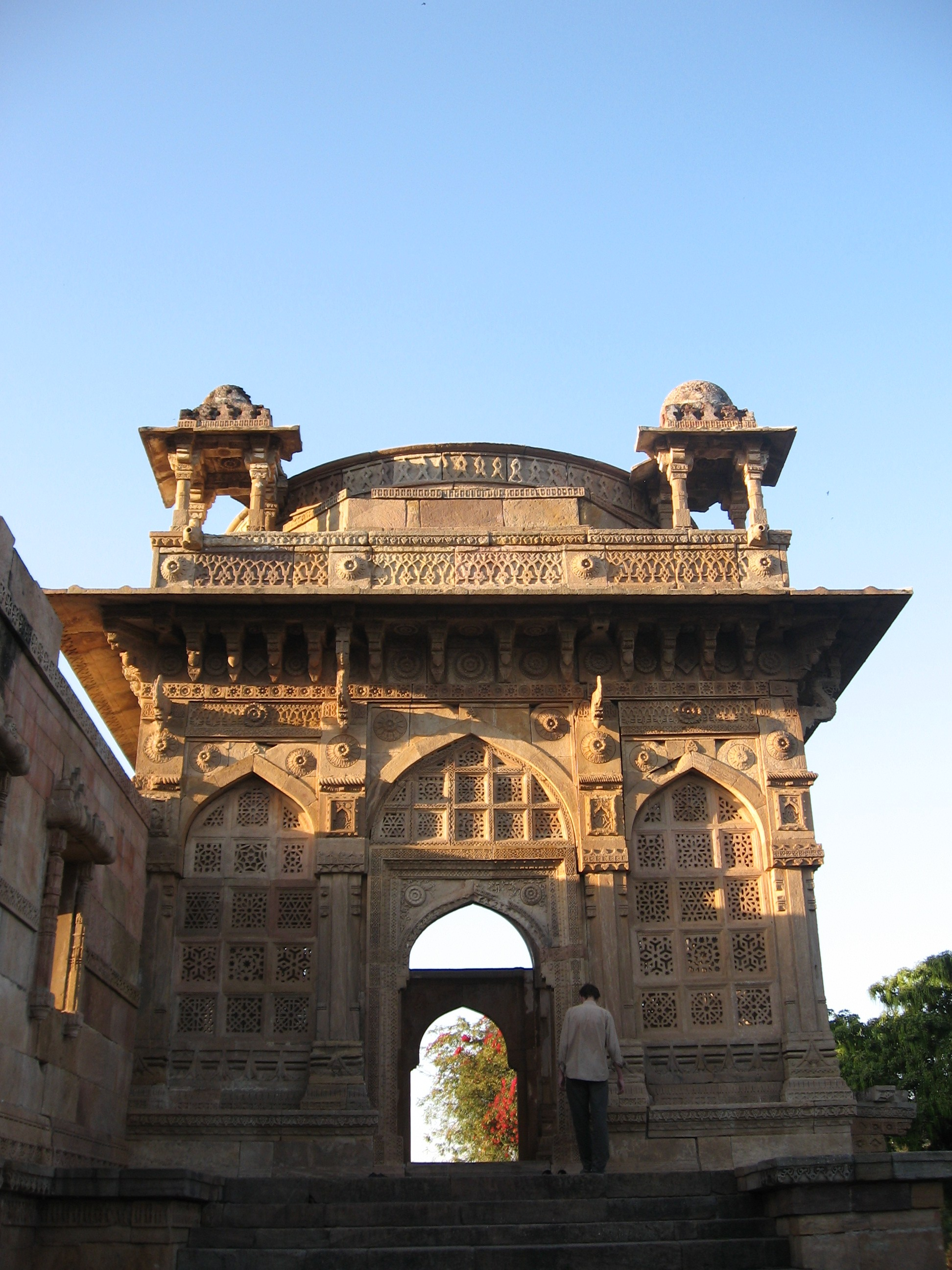
Portail de la Jami Masjid

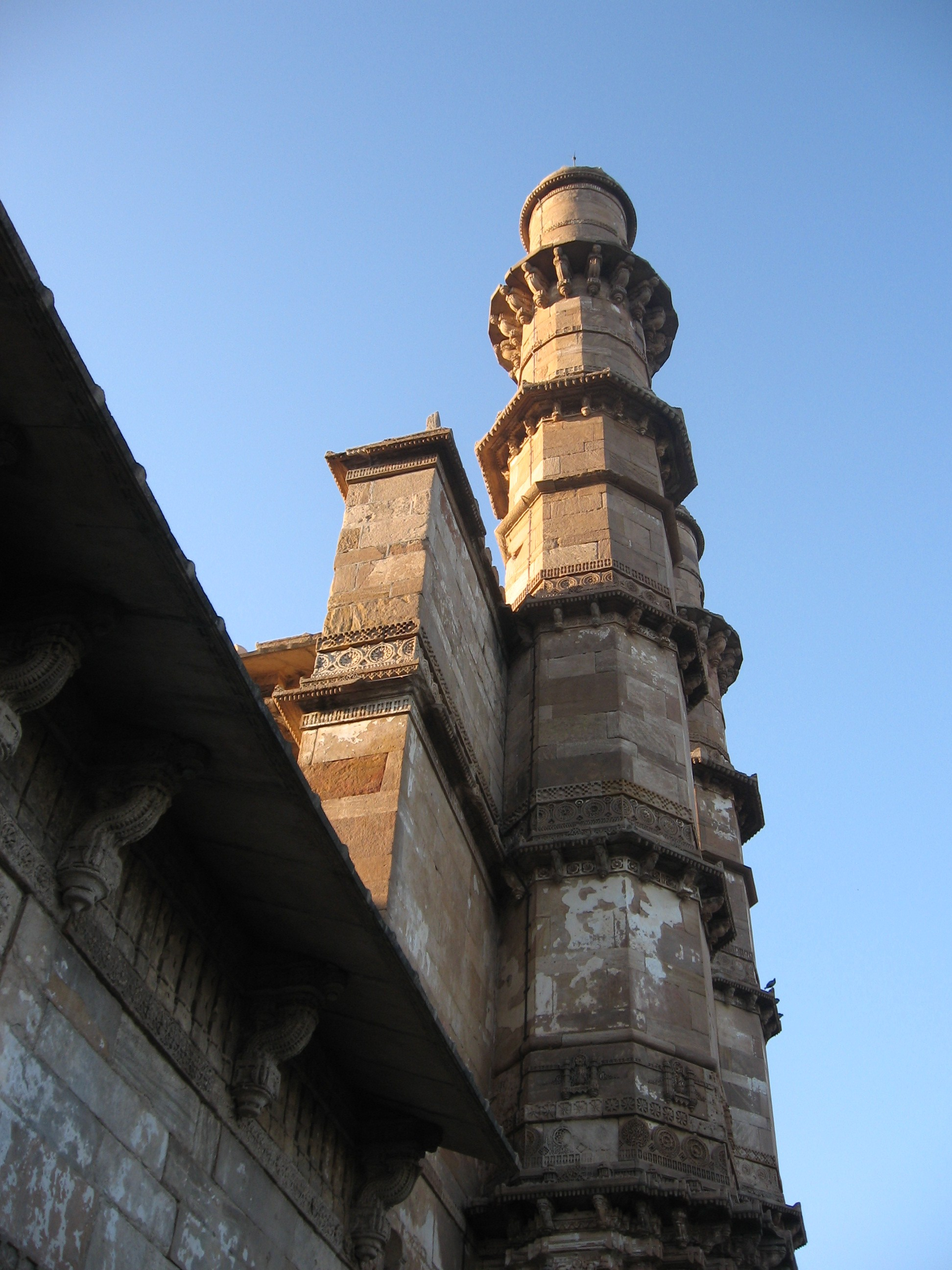
Minarets de la Jami masjid

La ville tient son nom du Champa, un arbre ou de Champaraj, fondateur de la ville, contemporain du roi Vanraj Chavda d'Anhilwada. Le sultan Begada a construit à Champaner une belle mosquée dite Jami Masjid. C'est une imposante structure flanquée de deux minarets  de 30 m de haut, 172 colonnes et sept mihrabs. Le dôme central, la disposition des balcons et les entrées sculptées, jalis, sont remarquables. Champaner est aujourd'hui le site du Parc archéologique de Champaner-Pavagadh, qui se trouve sur la Liste du patrimoine mondial en Asie et Océanie de l'UNESCO, situé à 47 km de Vadodara.
Il est aussi le fondateur de la ville de  Mahmudabad (aujourd'hui Junagadh) en 1479. La ville fut dotée de quais solides le long de la rivière, d'un palais et de jardins.

### Ambitions militaires
Le  Sultan est ambitieux et entretient des relations avec l'empire ottoman et le Sultan du Caire pour obtenir des soutiens pour une conquête musulmane de l'Inde.
Il devient célèbre pour le sac et la destruction du temple Hindou de Dwarka.
On lui attribue également la prise de l'île de Bombay à la tribu des Kolis (pécheurs), avant que son descendant  Bahadur Shah (de la dynastie des Nizam Shah) ne la donne aux portugais en 1535. 
À la fin de son règne, il fut un allié des Ottomans lors de la Bataille de Diu, mais ne parvint pas à contenir l'expansion portugaise dans l'Océan Indien.